# ستاوروس (فثيوتيس)
ستاوروس (Σταυρός) هي مدينة في فثيوتيس في مقاطعة كينتريكي إلادا في اليونان.